# Jean Achache
Pour les articles homonymes, voir Achache.
Jean Achache, né le 13 février 1952, est un réalisateur, scénariste, producteur de cinéma et écrivain français.

## Biographie

### Carrière
Jean Achache commence sa carrière de cinéaste au milieu des années 1970 aux côtés de Robert Enrico en tant qu'assistant réalisateur pour Le Vieux Fusil et Le Secret. Dans les années 1980, il collabore avec Bertrand Tavernier sur des films comme La Mort en direct ou encore Un dimanche à la campagne. Jean Achache se tourne ensuite vers la réalisation de ses propres œuvres au travers de clips, documentaires comme Diabolo's Workshop avec Terry Gilliam et films comme l'adaptation du roman de Christian Gailly.  
En 2006, il publie un roman Juste une nuit aux Éditions du masque.

### Vie privée
Il a été marié avec l'écrivaine et photographe Carole Achache, avec qui il a eu des enfants dont la réalisatrice Mona Achache, née le 18 mars 1981,.

## Publication
- 2006 : Juste une nuit, Paris : Éditions du Masque.  (ISBN 2-7024-3296-4)

## Filmographie

### Réalisateur

#### Cinéma
- 1986 : Avant minuit
- 1994 : Les deux amants (court-métrage)
- 2004 : Marcel ! (court-métrage)
- 2009 : Diabolo'S Workshop (documentaire)
- 2009 : Un soir au club

#### Clips
- 1989 : Le petit train, des Rita Mitsouko
- 1990 : Regarde les riches, de Patricia Kaas
- 1990 : Au tourniquet des grands cafés, de Jean Guidoni
- 1990 : Des fleurs pour Salinger, d'Indochine
- 1991 : Punishment Park, d'Indochine
- 1994 : J'suis quand même là, de Patrick Bruel
- 1997 : Love in Motion, de Peter Kingsbery

#### Télévision
- 1992 : L'étalon noir (2 épisodes)
- 1994 : 3000 scénarios contre un virus (1 épisode)
- 2006 : La guerre du Nil aura-t-elle lieu ? (documentaire)
- 2012 : 20 ans. Le plus bel âge en politique
- 2016 : Cinémas mythiques
- 2016 : Fraternité générale, épisode 5

### Producteur
- 1987 : Waiting for the moon

### Scénariste
- 2009 : Un soir au club

### Acteur
- 1987 : Waiting for the Moon : le médecin
- 1991 : Rien que des mensonges : le chauffeur de taxi
- 2015 : Un jour, un destin : lui-même
- 2023 :  Little Girl Blue : lui-même (voix off)